# Хранилка (пчеларство)
Хранилката се използва за хранене на пчелите, когато е необходимо. Хранилките са с различна конструкция, форма и размери. Могат да бъдат глинени, ламаринени, пластмасови. Отгоре имат капак или прозрачно стъкло или пластмаса, за да си вижда дали пчелите вземат от предоставената им храна. Хранилките обикновено се поставят над пчелното гнездо в приспособено за целта място в горната възглавница. Обемът им е различен, но рядко надвишава 1 литър.
Вида на храната, както и състоянието (консистенцията) и в което тя се намира, примерно в течно или твърдо, до голяма степен оказват влияние при избора на хранилка. Повечето стандартни и утвърдени в практиката хранилки са многофункционални, така че те намират приложение в основните системи пчелни кошери. Някои от тях са открити за пчелите а други са закрити и предпазват пчеларя от пряк допир.
1. Закрита хранилка с капак 
– Поставя се непосредствено върху покривна табла над корпуса с питите, като пчелите и пчеларят са изолирани един от друг (Кутия с прегради).
Такива хранилки се произвеждат масово, повечето от които са стандартизирани. В последните години започна да се въвежда и употребява тъй наречената милерова хранилка, която заема по-голяма площ над покривната табла, но пък е по-ниска от останалите. При милеровата хранилка има възможност целогодишно пчелите да се подхранват и със суха храна.
2. Открита хранилка:
– Поставя се непосредствено върху рамките с пчели, под покривна табла на кошера, която или поставена обратно за осигуряване на необходимата височина от поне - 3,см-5,см или с наставка, като при нея пчеларят не е изолиран от пчелите и е възможен пряк допир и контакт с тях:
- „Петракова хранилка“
 Тя символизира, наподобява – деруга от мечи, тигрови или лъвови ... нокти.
Използва се вътре в кошерите при подхранване на пчели с течен мед. 
Публикувана е за първи път в национален седмичник "Пчеларски вестник" брой №45 (503) - 2014,година. Създадена е през 2013 – 2014, година от инж. Петър С. Петраков -1973,г. България, област Пазарджишка, Община Септември, град Септември, съвсем случайно при наложително спешно зимно подхранване на едно много слабо пчелно семейство, с разтопен (втечнен) мед.
Хранилката представлява дъга от чамов капак (без кората), или дъска с дебелина, с ориентировъчни размери 100х200х12,мм (според големината и разположението на пчелното семейство и системата кошер), в която са набраздени поне два или три цилиндрични канала с дълбочина около 9,мм и широчина към 11,мм, но леко заоблени. Дъската е скосена под ъгъл 45;30 или 25, градуса от всички страни за да може да се катерят пчелите по нея и респ. слизат от нея към питите. Най-важното предимство е, че пчелите не се давят в меда, защото те минават както между каналите, така също и над тях – прескачат ги. Тази хранилка е изработена и с по-големи размери и с повече канали от 5 – 8 според вида кошер. При конструкции с повече канали, се прорязват проходи между каналите. Авторът твърди, че профилактичното и приложение през месеците януари, февруари и март, дава 100% сигурност в оцеляването дори и на най-гладните и слаби пчелни семейства. Препоръчително е ПХ да се поставя привечер в кошера над питите с допълнителни летвички напречно, понеже през деня пчелите ще излетят, а която падне в снега, замръзва. При изработка с по-голяма конструкция, т.е. при по-широка и по-дълга дъска (геометрията на каналите остава непроменена), с малки допуски в размерите (до милиметри), желателно е хранилката да побира приблизително до 500,гр. мед, който пчелите транспортират за минути и часове навътре към кълбото в килийките на питите.
- „Петракова хранилка (2-ри вариант)“
Поставя се непосредствено върху рамките с пчели, под покривна табла на кошера, или върху дъното на кошера под питите с пчели.
Представлява много плитка кутия с форма на цилиндър или паралелепипед , напълнена с течен мед или сироп и покрита с твърд ситен мрежов капак примерно от метална мрежа с размери 2,мм х 3,мм . Отваря се капака, сипва се меда и се затваря капака. Пчелите лазят по мрежата , промушват си само хуботчетата и безаварийно изсмукват сиропът и меда. когато мрежата е върху поплавък, е възможно да се налее и по-голямо количество сироп.